# تومواكي أوغامي
تومواكي أوغامي (باليابانية: 大神 友明) (7 يونيو 1970 في هيروشيما في اليابان – )؛ هو لاعب كرة قدم ياباني سابق كان يلعب كحارس مرمى.

## وصلات خارجية
- تومواكي أوغامي على موقع رابطة كرة القدم اليابانية للمحترفين (اليابانية)
- تومواكي أوغامي على موقع عالم كرة القدم.نت (الإنجليزية)